# Portret van graaf Antonio Porcia en Brugnera
Het Portret van graaf Antonio Porcia en Brugnera is een schilderij van Titiaan uit de periode 1535-43. Sinds 1891 maakt het deel uit van de collectie van de Pinacoteca di Brera in Milaan.

## Voorstelling
Graaf Antonio Porcia en Brugnera is op halve lengte afgebeeld. Hij draagt een donker gewaad met een witte kraag, gouden ketting en een zwaard, wat zijn rijkdom en maatschappelijke positie benadrukt. Zijn gezicht is driekwart naar voren gericht, met een uitdrukking van energie en rust. Zijn linkerhand rust op een vensterbank, terwijl de rechterhand een handschoen en zwaard vasthoudt. Op de achtergrond is een bucolisch landschap te zien met een rivier en bergen, dat na een restauratie in 2014 weer goed zichtbaar werd.   
De datering van het portret varieert onder kunsthistorici, maar centreert zich rondom het jaar 1540. In deze periode ontwikkelde Titiaan een lossere en expressievere penseelvoering, waarbij hij verf dikker aanbracht en de textuur van het doek benutte. De schilder legde in zijn portretten uit deze periode de nadruk op de sociale status van de geportretteerde, zoals te zien is aan de ridderketting, het zwaard en de zwarte kleding van graaf Porcia. De serieuze uitdrukking en afgewende blik voegen psychologische diepte toe, wat revolutionair was in de portretkunst van de renaissance. De compositie met een landschap op de achtergrond was een veelgebruikte formule, maar Titiaan was een meester in het creëren van atmosferische diepte zonder kleurintensiteit te verliezen.   

## Herkomst
Graaf Antonio Porcia was een prominent lid van een van de oudste adelijke families uit Friuli. Het portret bleef lang in het kasteel van deze familie bij Pordenone, maar kwam uiteindelijk in Milaan terecht bij Alfonso Porcia. In 1891 schonk zijn erfgename, hertogin Eugenia Litta Visconti Arese, het schilderij aan de Pinacoteca di Brera. 